# Ipodoryctes tamdaoensis
Ipodoryctes tamdaoensis är en stekelart som beskrevs av Sergey A. Belokobylskij 1994. Ipodoryctes tamdaoensis ingår i släktet Ipodoryctes och familjen bracksteklar. Inga underarter finns listade i Catalogue of Life.